# Saint-Jean-Saint-Maurice-sur-Loire
Pour les articles homonymes, voir Saint-Jean et Saint-Maurice.
Saint-Jean-Saint-Maurice-sur-Loire est une commune française située dans le département de la Loire en région Auvergne-Rhône-Alpes.
Elle est issue de l'association en 1974 de deux villages très proches : Saint-Jean-le-Puy et Saint-Maurice-sur-Loire.
L'altitude de Saint-Jean-Saint-Maurice-sur-Loire varie de 320 à 802 mètres en partant du fleuve (la Loire et le lac de Villerest) jusqu'à la moyenne montagne.

La commune possède un territoire des deux côtés de la Loire, un fait unique pour une commune de cette taille.

## Géographie

### Situation
Saint-Jean-Saint-Maurice-sur-Loire est dans la partie nord du département de la Loire, à 22 km de la Saône-et-Loire au nord, 14 km de l'Allier à l'ouest, 21 km du Puy-de-Dôme au sud-ouest et 19 km du département du Rhône à l'est (distances à vol d'oiseau).
La commune est à cheval sur la Loire,
à 9 km (à vol d'oiseau) au sud-ouest de Roanne (15 km par route).
Sa préfecture Saint-Étienne est au sud-est à 65 km à vol d'oiseau et 77 km par route ;
Lyon à l'est-sud-est (E-S-E) à 70 km à vol d'oiseau et 98 km par l'autoroute A89 ;
Vichy au nord-ouest à 48 km à vol d'oiseau et 70 km par route ;
Clermont-Ferrand à l'ouest-sud-ouest (O-S-O) à 70 km à vol d'oiseau et 95 km par route.

### Hydrographie
L'élément dominant est bien sûr la Loire, qui coule du sud au nord ; elle forme d'abord la limite de commune avec Cordelle au sud-est sur environ 3,5 km, puis traverse la commune sur environ 2,3 km, et sert ensuite de nouveau de limite de commune, cette fois sur 1,9 km avec Villerest au nord, avant de quitter le territoire communal. Immédiatement après, elle forme le lac de Villerest.
Au sud, son petit sous-affluent de rive gauche la Goutte de Plaigne sert de limite de commune avec Bully sur environ 2 km, jusqu'à sa confluence avec la Goutte Moutouse. La Goutte Moutouse prend alors le relais pour cette limite de commune sur environ 1 km jusqu'à sa propre confluence avec la Loire.
Au nord, le ruisseau de la Bruyère marque la limite de commune avec Lentigny sur environ 570 m, puis conflue en rive droite (côté sud) avec le Lourdon qui marque la limite de commune avec Villerest jusqu'à la Loire sur environ 1,4 km.
Au nord-est en rive droite, la Goutte Fronde sépare Saint-Jean-Saint-Maurice et Commelle-Vernay sur environ 580 m.
Enfin, un autre affluent de rive gauche, le Ris Serpentin - non nommé sur la carte IGN -, conflue avec la Loire au pied de l'escarpement de Saint-Maurice.
Noter qu'ici les affluents, avant de rejoindre la Loire, s'élargissent et prennent l'aspect de fjords (ce terme ne s'applique stricto sensu qu'à un bras de mer). Cette partie élargie du ruisseau de la Bruyère s'allonge sur environ un kilomètre ; pour la Goutte Moutouse, c'est l'entièreté de son parcours sur Saint-Jean-Saint-Maurice, soit 1 km également ; et pour la Goutte Fronde, l'élargissement s'allonge sur environ 1,3 km.

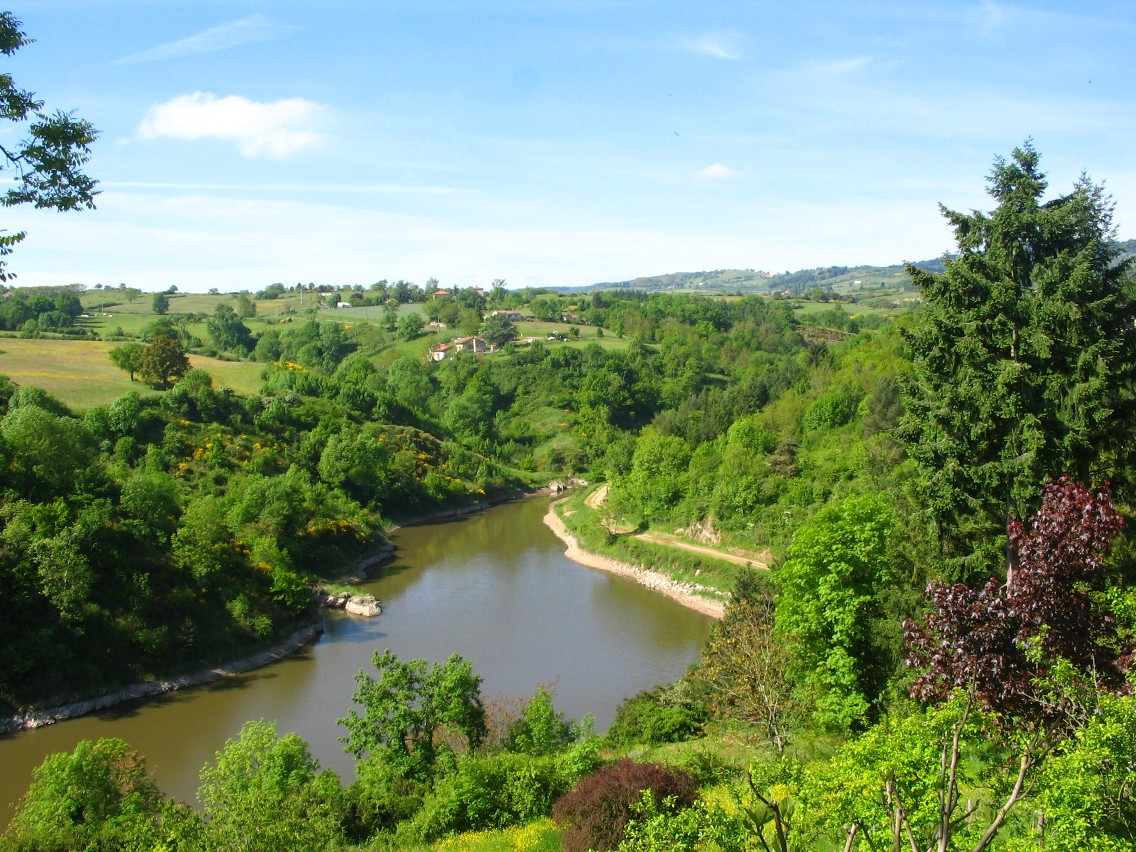
Le Ris Serpentin au pied de Saint-Jean-Saint Maurice.
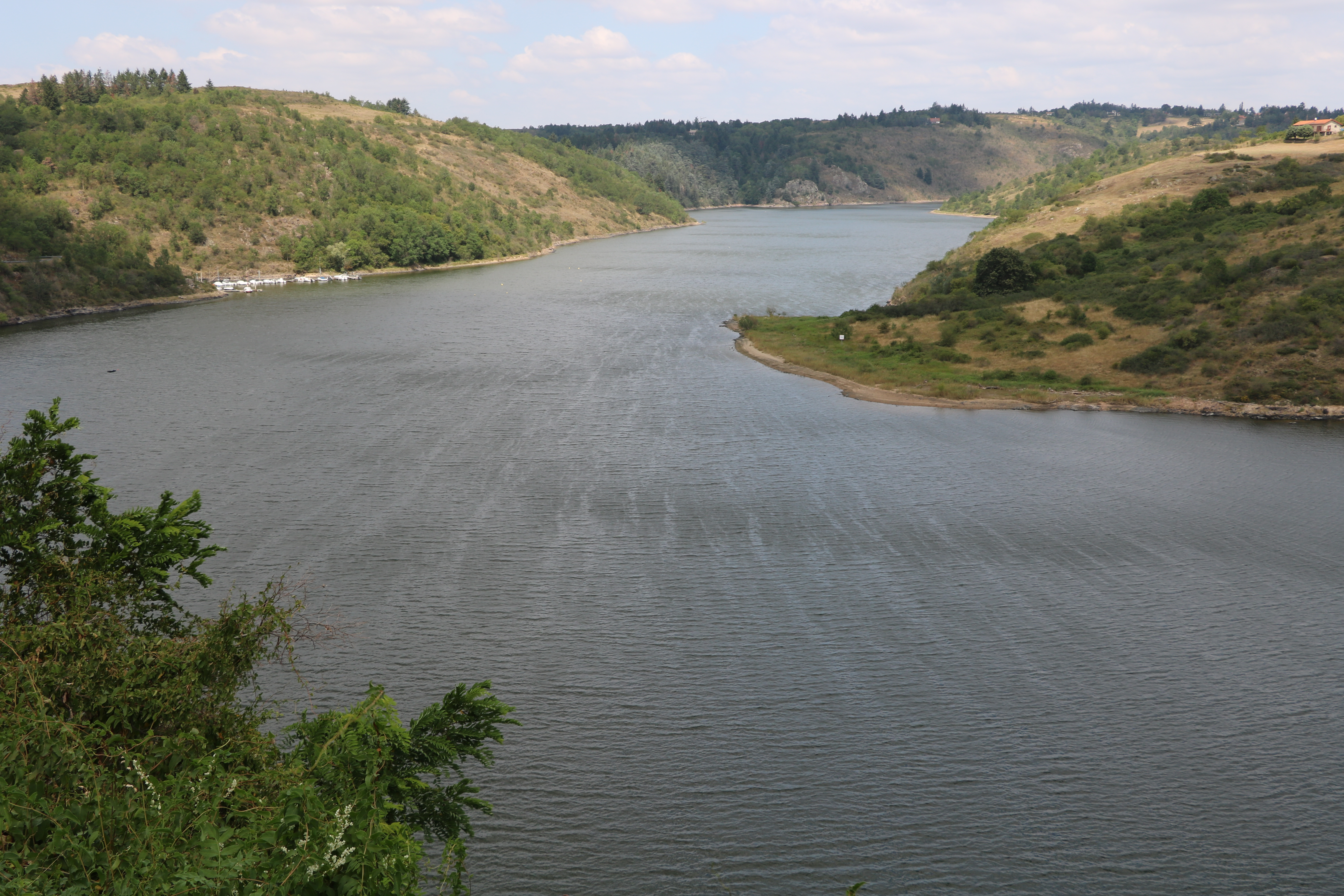
La Loire vue vers l'aval. En rive gauche, port de la Caille puis la confluence du ruisseau de la Bruyère.
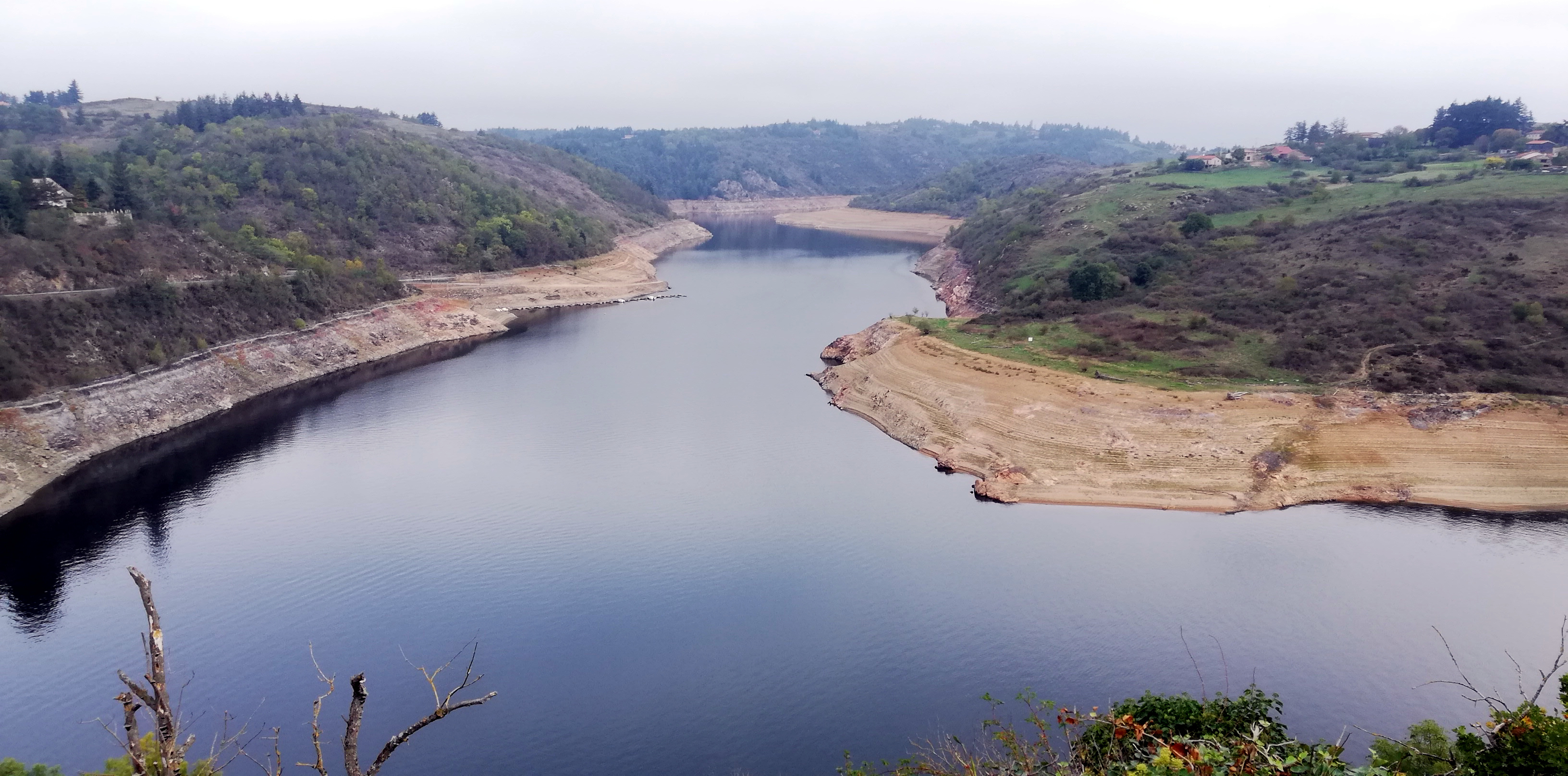
La Loire en basses eaux vue de Saint-Maurice-sur-Loire, octobre 2022.

### Géologie
Dans le Massif central, Saint-Jean-Saint-Maurice-sur-Loire est situé au cœur d'un bassin anthracifère datant du Viséen supérieur (340 Ma). Celui-ci fait partie du faisceau (ou fossé) volcano-tectonique dévono-dinantien (370-330 Ma) de la Loire s'étendant de Cluny, à la bordure nord des monts du Beaujolais, à Cusset dans les monts du Bourbonnais (Allier) en passant par le seuil de Neulise et le lac de Villerest. Dans le département de la Loire, ce faisceau sépare ainsi les plaines du Roannais (au nord) et du Forez (au sud).
À Saint-Jean-Saint-Maurice-sur-Loire, les roches typiques de ce bassin font partie de la série des tufs anthracifères comprenant trois roches majeures : les rhyolites de Villerest, les tufs communs et les laves de Fond (ou lave et tuf du barrage de Villerest).
Les rhyolites dites de Villerest sont des rhyolites de couleur rouge brique qui affleurent principalement à l'ouest de la commune, du côté de Saint-Jean-le-Puy. Les tufs communs sont de couleur gris bleu et affleurent plus à l'Est, principalement à Saint-Maurice-sur-Loire. C'est dans ces tufs qu'ont été découverts et exploités aux XIXe et XXe siècles des niveaux d'anthracite (bassin anthracifère de Bully s'étendant jusqu'à Saint-Jean-Saint-Maurice-sur-Loire, notamment vers les lieux-dits Odenet et Charizet). Les laves de Fond n'affleurent qu'à l'est de Jœuvres. Quelques roches filoniennes de type microgranite porphyrique recoupent cette série, notamment au bourg de Saint-Maurice-sur-Loire.
Ces roches sont le témoin de la formation d'un bassin volcano-sédimentaire dans cette partie de la chaîne varisque au Paléozoïque avec une forte activité magmatique où les magmas (tufs, rhyolites...) se mêlent à des dépôts sédimentaires enrichis en matière organique.

### Climat
Pour des articles plus généraux, voir Climat d'Auvergne-Rhône-Alpes et Climat de la Loire.
En 2010, le climat de la commune est de type climat océanique dégradé des plaines du Centre et du Nord, selon une étude du Centre national de la recherche scientifique s'appuyant sur une série de données couvrant la période 1971-2000. En 2020, Météo-France publie une typologie des climats de la France métropolitaine dans laquelle la commune est exposée à un climat de montagne ou de marges de montagne et est dans la région climatique Nord-est du Massif Central, caractérisée par une pluviométrie annuelle de 800 à 1 200 mm, bien répartie dans l’année.
Pour la période 1971-2000, la température annuelle moyenne est de 10,8 °C, avec une amplitude thermique annuelle de 15,9 °C. Le cumul annuel moyen de précipitations est de 868 mm, avec 9,4 jours de précipitations en janvier et 7,3 jours en juillet. Pour la période 1991-2020, la température moyenne annuelle observée sur la station météorologique de Météo-France la plus proche, « Roanne-Riorges_aéro », sur la commune de Saint-Léger-sur-Roanne à 8 km à vol d'oiseau, est de 11,8 °C et le cumul annuel moyen de précipitations est de 668,1 mm,. Pour l'avenir, les paramètres climatiques de la commune estimés pour 2050 selon différents scénarios d'émission de gaz à effet de serre sont consultables sur un site dédié publié par Météo-France en novembre 2022.

## Urbanisme

### Typologie
Au 1er janvier 2024, Saint-Jean-Saint-Maurice-sur-Loire est catégorisée commune rurale à habitat dispersé, selon la nouvelle grille communale de densité à sept niveaux définie par l'Insee en 2022.
Elle appartient à l'unité urbaine de Lentigny, une agglomération intra-départementale regroupant trois communes, dont elle est ville-centre,,. Par ailleurs la commune fait partie de l'aire d'attraction de Roanne, dont elle est une commune de la couronne,. Cette aire, qui regroupe 88 communes, est catégorisée dans les aires de 50 000 à moins de 200 000 habitants,.

### Occupation des sols
L'occupation des sols de la commune, telle qu'elle ressort de la base de données européenne d’occupation biophysique des sols Corine Land Cover (CLC), est marquée par l'importance des territoires agricoles (66,7 % en 2018), en diminution par rapport à 1990 (69,2 %). La répartition détaillée en 2018 est la suivante : prairies (58,7 %), forêts (20,6 %), zones agricoles hétérogènes (8,1 %), eaux continentales (6,5 %), milieux à végétation arbustive et/ou herbacée (3,3 %), zones urbanisées (2,9 %). L'évolution de l’occupation des sols de la commune et de ses infrastructures peut être observée sur les différentes représentations cartographiques du territoire : la carte de Cassini (XVIIIe siècle), la carte d'état-major (1820-1866) et les cartes ou photos aériennes de l'IGN pour la période actuelle (1950 à aujourd'hui).

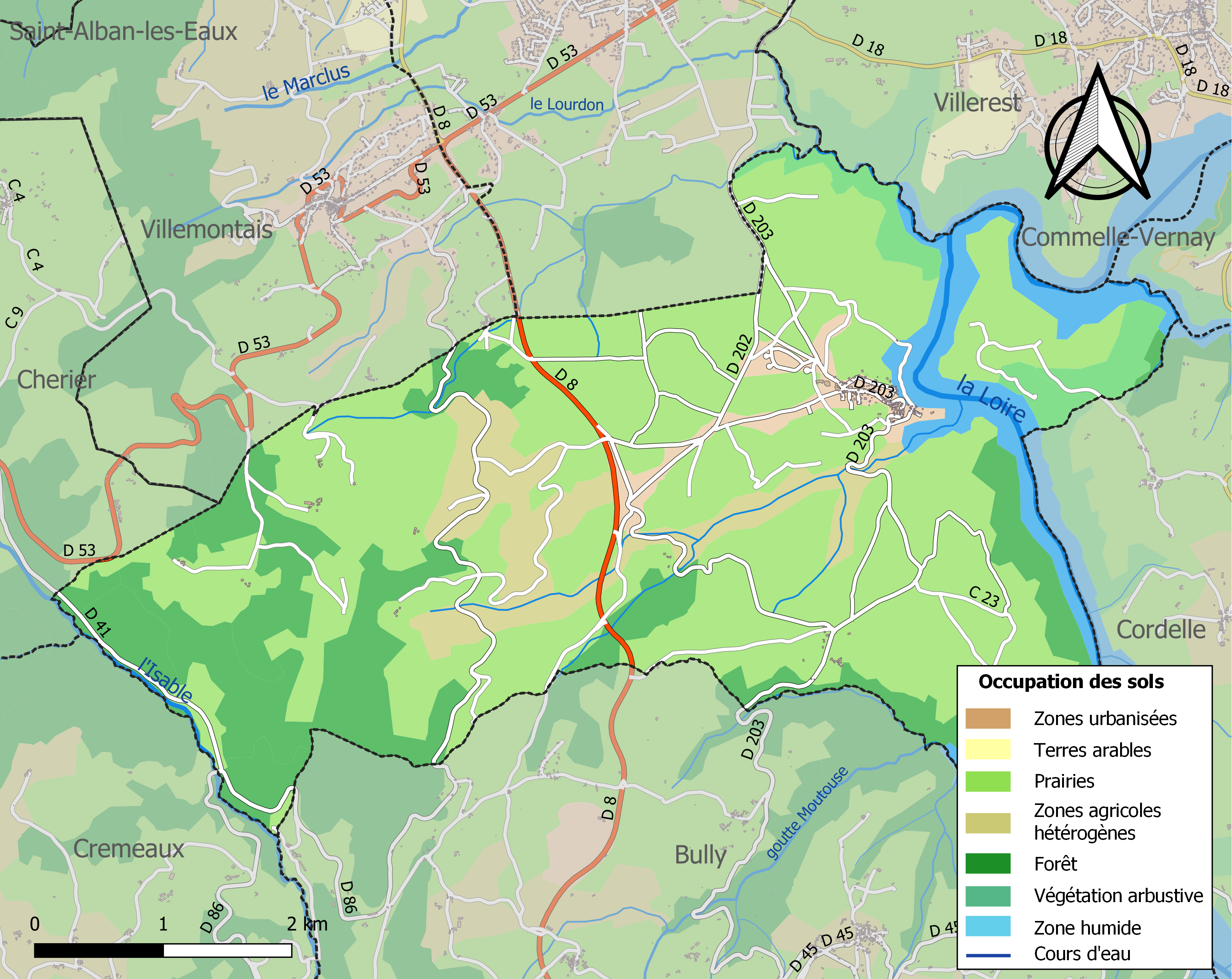
Carte des infrastructures et de l'occupation des sols de la commune en 2018 (CLC).

## Histoire

### Préhistoire
Le Rocher de la Caille, Champ-Grand, Vigne Brun et la Goutte Roffat sont des sites préhistoriques en rive gauche (côté ouest) du fleuve près du Saut du Perron. Tous ces sites sont submergés depuis la mise en eau du barrage de Villerest en 1984,.
Champ Grand
Ce gisement se trouve à environ 20 m au-dessus du rocher de la Caille, à une altitude d'environ 30 m par rapport au niveau moyen de la Loire. Sa surface avoisine 1 ha.
Daté du Moustérien (Paléolithique moyen récent), il a fourni un assemblage lithique comprenant des galets en roches volcaniques et quartz, matières premières présentes sur place, peu transformés, débités pour fabrication d'outils, selon des processus divers. Il est riche en vestiges lithiques moustériens de type Quina, à très faible indice Levallois. 

Le silex de certaines pièces lithiques provient des couches de Barrémien-Aptien (Barrémien-Bédoulien) de la zone de Cruas / Rochemaure en rive droite du Rhône, quelques kilomètres à l'ouest de Montélimar - à 210 km au sud-est de Saint-Jean-Saint-Maurice-sur-Loire.
Rocher de la Caille
Le Rocher de la Caille est un site magdalénien de plein air au Saut du Perron (500 m en aval de Saint-Maurice). Découvert en 1964 lors de travaux de voirie qui en détruisent une partie, il est fouillé par Huguette et Louis Deloge de 1970 à 1982. C'est un campement de chasse mais aussi un atelier de taille du silex (cette pierre n'existe pas dans la vallée). Il a livré des gravures sur plaquettes de schiste, et des récipients en stéatite. Cette stéatite, inexistante localement, vient probablement du Haut-Allier, où elle se trouve associée à de la serpentine - soit 50 à 80 km à vol d'oiseau. Quinze objets en stéatite ont pu être retrouvés à partir de 25 fragments, avec des tailles allant jusqu'à celle d'une assiette à dessert actuelle ; parmi les petits récipients, certains sont comparables à une pièce trouvée à la Chaire à Calvin (Mouthiers-sur-Boëme, Charente). Toutes ces pièces sont façonnées par raclage (sans régularisation par polissage) et portent des stries gravées. Un autre objet est fabriqué par piquetage sur de la cornéenne. 

Le site a également livré trois lampes : une en trachyte, une en grès et une en basalte.
Le site est ennoyé en 1984 avec la mise en eau du barrage de Villerest. En 2009 il est de plus très endommagé par des travaux de terrassement alors que la retenue d'eau est à son niveau le plus bas.
Vigne Brun (sur Villerest)
Ce site de 4 000 à 5 000 m2 est découvert en 1880 lors de la plantation d'une vigne par le propriétaire du terrain, M Brun. Quelques fouilles peu approfondies sont pratiquées entre 1924 et 1950, qui amènent une publication (Larue, Combier & Roche 1956). Le site comprend le Pré Brun et la Vigne Brun.
La Goutte Roffat (sur Villerest)
Ce gisement est à environ 400 m en amont de Vigne Brun. Il est connu depuis 1880. Marc Larue le fouille à partir de 1932. Il y trouve entre autres une douzaine de foyers dont quatre sur la rive droite du petit ravin ou « goutte » qui recoupe le gisement, et huit sur la rive gauche de ce même ravin ; ainsi qu'une industrie lithique comprenant près de deux mille outils ; malheureusement une partie de l'outillage sur lamelles est absente faute de tamisage à l'eau systématique. Paul Perrève fait plusieurs sondages superficiels en 1975. Enfin, des fouilles de sauvetage sont effectuées en 1979 et 1980.
Le site a aussi livré une lampe magdalénienne en grès, en forme de raquette. La faune recueillie comporte surtout du cheval et du renne. Le gisement est remarquable pour ses nombreuses plaquettes de schiste gravées.

### XXIesiècle
Depuis le 1er janvier 2013, la communauté de communes de l'Ouest roannais dont faisait partie la commune s'est intégrée à la communauté d'agglomération Roannais Agglomération.

## Politique et administration
| Période                                  | Période   | Identité           | Étiquette | Qualité |
| ---------------------------------------- | --------- | ------------------ | --------- | ------- |
| Les données manquantes sont à compléter. |           |                    |           |         |
| 1974                                     | 1994      | Serge Perche       |           |         |
| 1994                                     | 2001      | Michel Bouillot    |           |         |
| mars 2001                                | mars 2008 | Michel Jacquet     | DVG       |         |
| mars 2008                                | mars 2014 | Philippe Benedetti | PS        |         |
| mars 2014                                | En cours  | Jean Smith         |           |         |

## Démographie
L'évolution du nombre d'habitants est connue à travers les recensements de la population effectués dans la commune depuis 1896. Pour les communes de moins de 10 000 habitants, une enquête de recensement portant sur toute la population est réalisée tous les cinq ans, les populations de référence des années intermédiaires étant quant à elles estimées par interpolation ou extrapolation. Pour la commune, le premier recensement exhaustif entrant dans le cadre du nouveau dispositif a été réalisé en 2005.

En 2022, la commune comptait 1 155 habitants, en évolution de +1,14 % par rapport à 2016 (Loire : +1,32 %, France hors Mayotte : +2,11 %).
| 1896 | 1901 | 1906 | 1911 | 1921 | 1926 | 1931 | 1936 | 1946 |
| ---- | ---- | ---- | ---- | ---- | ---- | ---- | ---- | ---- |
| 709  | 733  | 716  | 676  | 558  | 528  | 544  | 506  | 508  |

| 1954 | 1962 | 1968 | 1975 | 1982 | 1990  | 1999  | 2005  | 2006  |
| ---- | ---- | ---- | ---- | ---- | ----- | ----- | ----- | ----- |
| 501  | 753  | 771  | 743  | 985  | 1 061 | 1 022 | 1 076 | 1 079 |

| 2010  | 2015  | 2020  | 2022  | - | - | - | - | - |
| ----- | ----- | ----- | ----- | - | - | - | - | - |
| 1 124 | 1 138 | 1 155 | 1 155 | - | - | - | - | - |

## Culture locale et patrimoine

### Lieux et monuments
- Église Saint-Jean de Saint-Jean.
- Église Saint-Maurice de Saint-Jean-Saint-Maurice-sur-Loire.

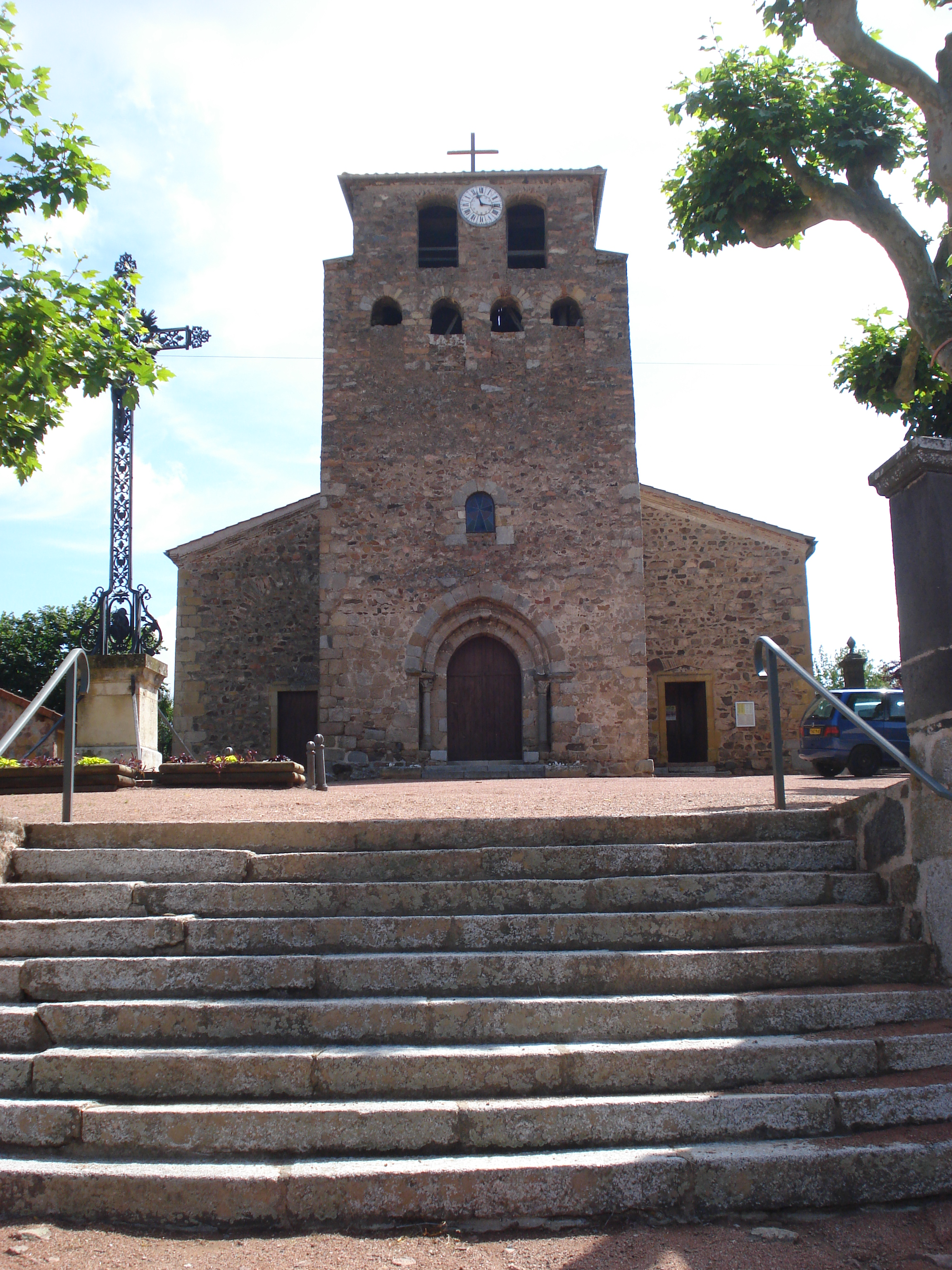
L'église de Saint-Jean dans Saint-Jean-le-Puy.
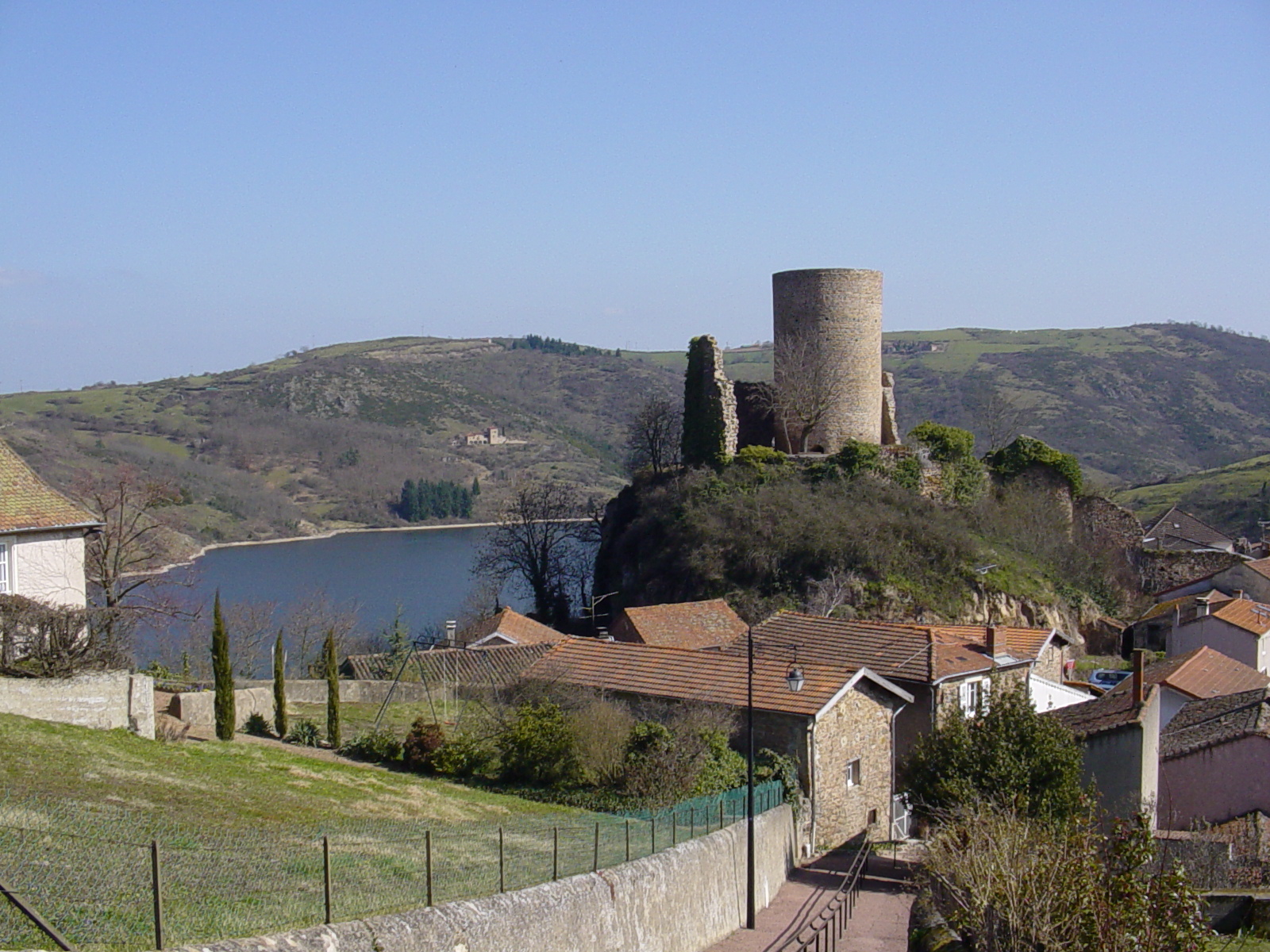
Tour de Saint-Maurice-sur-Loire, vue vers l'est.
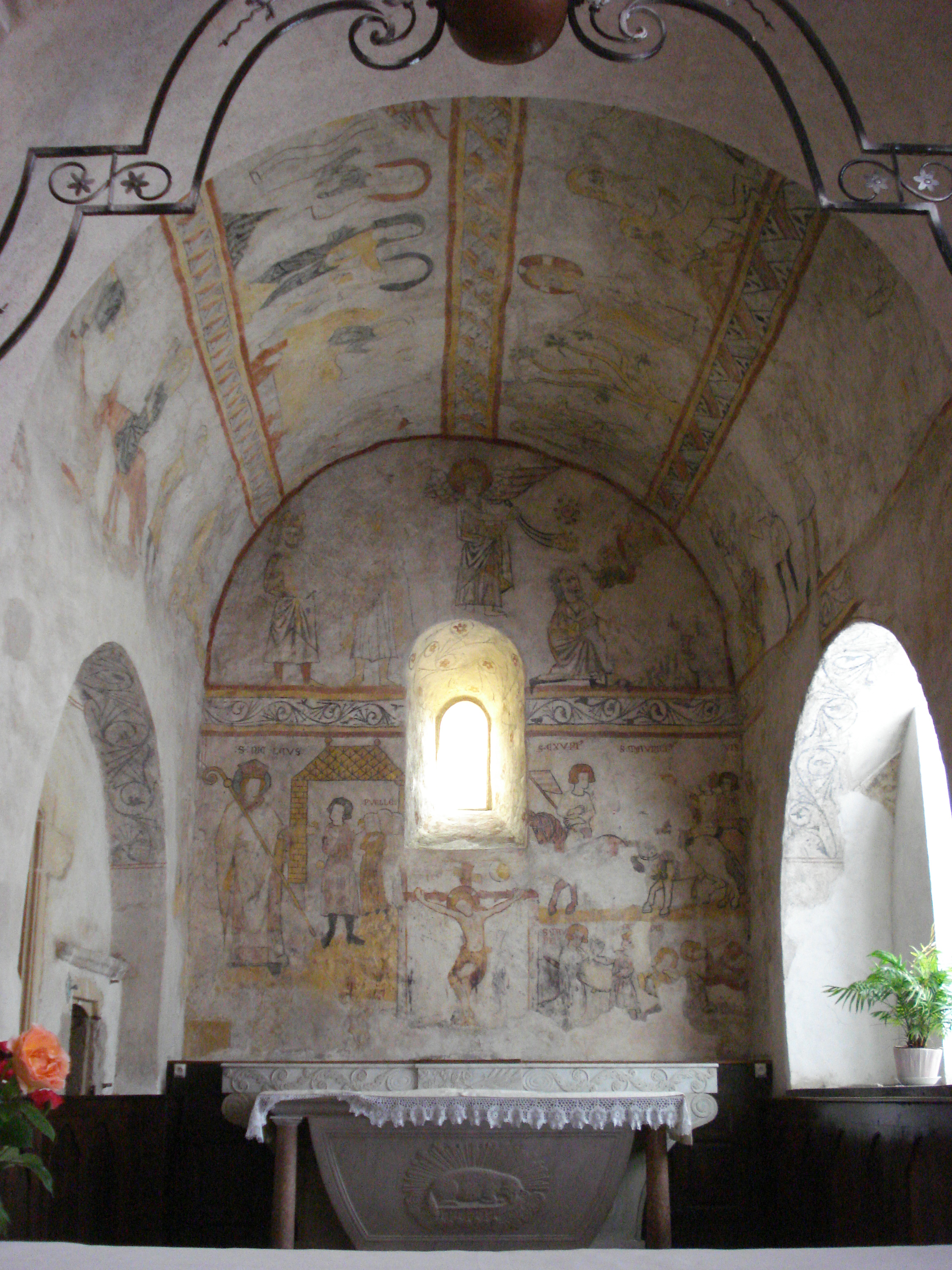
Fresques dans l'église de Saint-Maurice-sur-Loire.
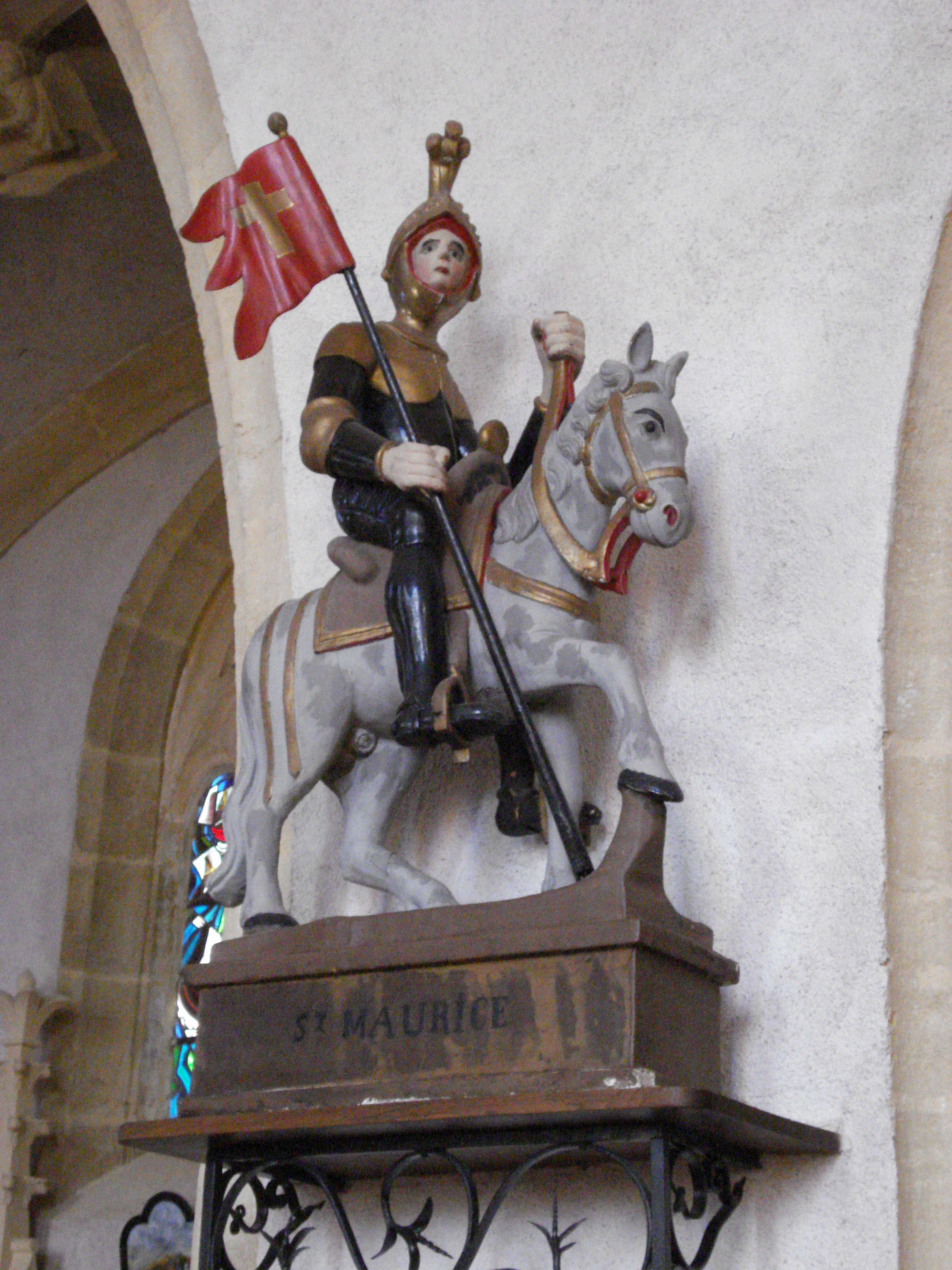
Statue de saint Maurice dans l'église de Saint-Maurice-sur-Loire.
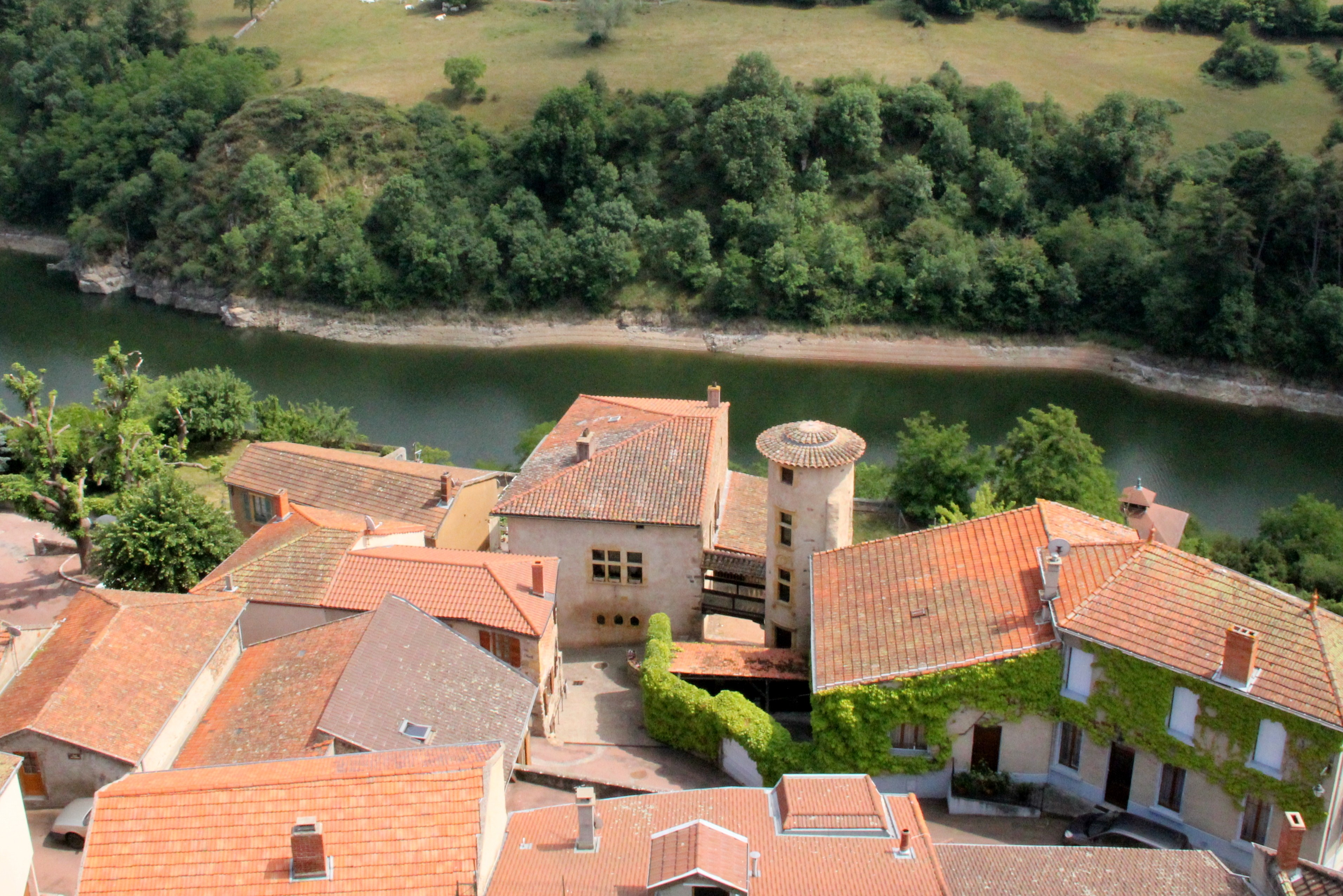
Manoir de La Mure.
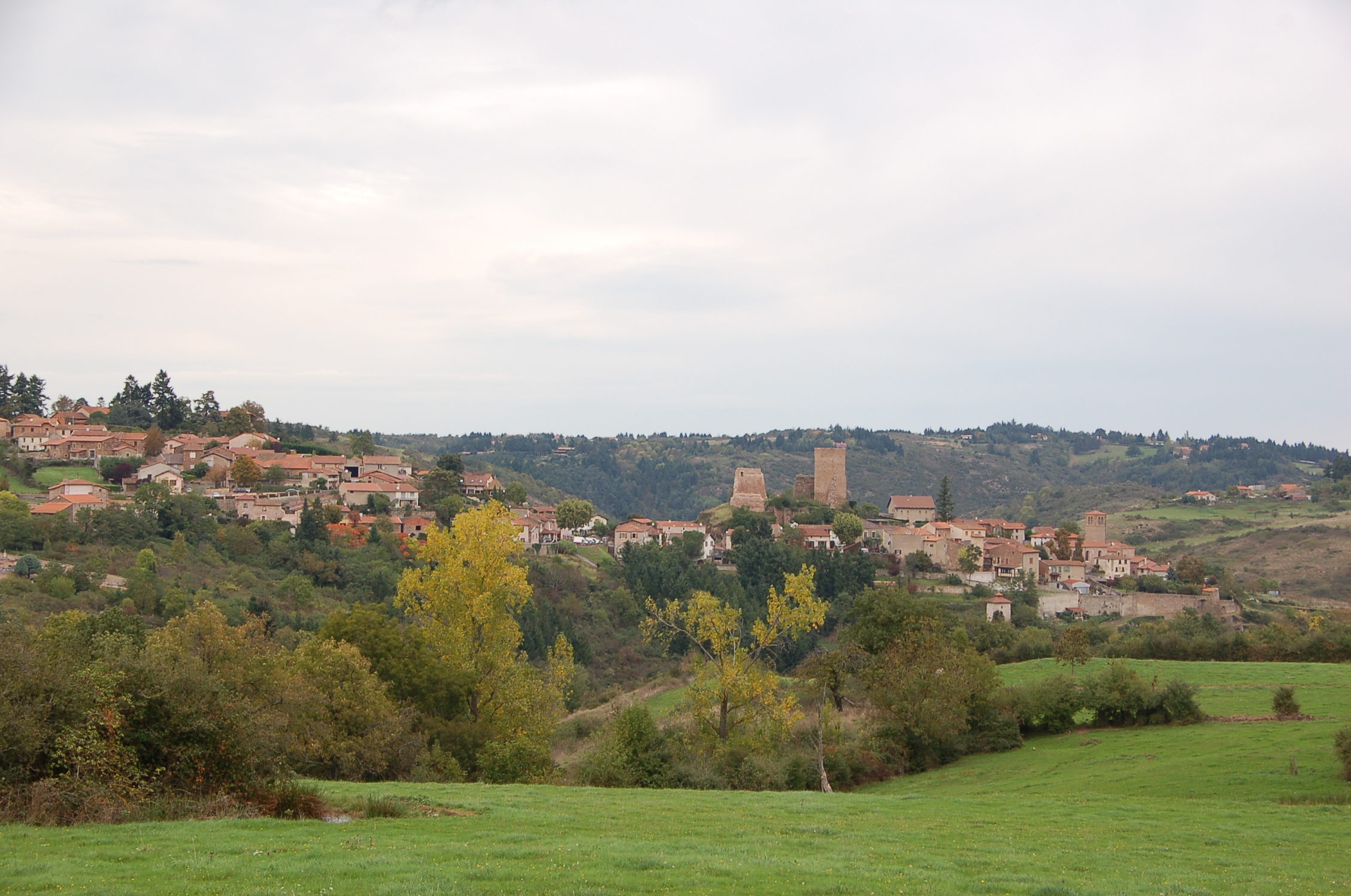
Vue depuis le sud, avec la vallée du Ris Serpentin devant le village.

### Héraldique
|  | Les armoiries de Saint-Jean-Saint-Maurice-sur-Loire se blasonnent ainsi : Ecartelé ; au premier et au quatrième de sable aux trois fasces d'or, au deuxième et au troisième d'azur aux trois croissants d'argent. |

### Personnalités liées à la commune
- Joseph Déchelette (1862-1914), archéologue et conservateur, possédait une maison à Saint-Jean-Saint-Maurice-Sur-Loire et a effectué des recherches scientifiques sur la commune (site magdalénien du Saut du Perron et site de Jœuvres)[39].
- Pierre Étaix (1928-2016), réalisateur, acteur, clown, dessinateur, affichiste et dramaturge, possédait une maison familiale à Saint-Maurice-sur-Loire[40].